# Gyógypedagógiai szociológia
Gyógypedagógiai szociológia a gyógypedagógia jelenségeit a szociológia eszközeivel vizsgáló tudományterület.

## Álláspontok
Egyik álláspont szerint szerint a gyógypedagógiai szociológia azokat a társadalmi folyamatokat elemzi, amelyek befolyásolják és/vagy meghatározzák a gyógypedagógia illetékességi körébe sorolt népesség összetételét, számarányuk alakulását, gyógypedagógiai nevelési folyamatot és a fogyatékos személyek életútjának alakulását. 
Egy másik felfogás szerint a gyógypedagógiai szociológia nem tudományterület, hanem módszer: „A gyógypedagógiai szociológia a gyógypedagógia körébe tartozó szereplők és színterek szocio-demográfiai megismerése, a gyógypedagógiai tevékenység tartalmának, formájának, ill. mindezek társadalmi oda-vissza hatásának szociológiai elemzése, azaz a gyógypedagógia, mint történetileg meghatározott társadalmi alrendszer komplex vizsgálata” (Bánfalvy Csaba). Fő kutatási területei ez ideig: 
1. Iskola- és szervezet-szociológia: gyógypedagógiai intézmények működését befolyásoló társadalmi hatások.
2. Rétegszociológia: a gyógypedagógia körébe sorolt népesség társadalmi helyzete, minősítése.
3. Életmód-szociológia: a fogyatékosokat nevelő családok és a felnőtt fogyatékosok életvezetését, -körülményeit befolyásoló társadalmi hatások, szegénység, deviancia.
4. Munkaszociológia: pályaválasztás, munkahelyi beválás, munkanélküliség.